# 巴伦西亚斗牛场
瓦伦西亚斗牛场（Plaza de Toros de Valencia，Plaça de bous de València）是一座斗牛场，位于西班牙瓦伦西亚中区哈蒂瓦街（Calle de Xàtiva）28号，靠近瓦伦西亚北站和市政厅广场（Plaza del Ayuntamiento）。它建于1850年至1859年间，为新古典主义风格，灵感来自罗马的民间建筑，如罗马斗兽场或尼姆竞技场（法国）。它由瓦伦西亚建筑师塞巴斯蒂安·蒙莱昂·埃斯特莱斯（Sebastián Monleón Estellés）建造。其结构由一个48边的多边形组成，有384个外拱。它属于所谓的新摩尔式建筑风格。
在斗牛场的正前方，有一个名为“哈蒂瓦”（Xátiva）的地铁站，有3号线、5号线和9号线。

## 建筑

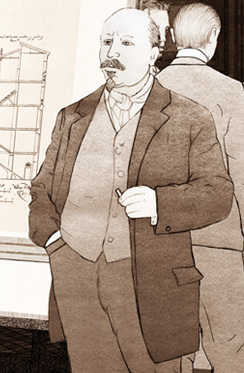
Sebastià Monleón Estellés (in Museu valencià d'Etnologia)

斗牛场在建造时，位于鲁萨法城门附近的城墙外。建筑师设计了这座17.50米高、共有48个面的建筑。这是建筑使用铸铁柱，以增加透明度的早期例证。这是西班牙最漂亮的斗牛场之一，最初斗牛场的内径为52米，后来缩小了。其外径为108米，可容纳16851名观众，后来减少到10500个座位。正如当时的媒体所称，这样的尺寸使它成为西班牙最大的斗牛场之一。它于1859年6月22日落成。
自1625年以来，该场地归总医院所有，由瓦伦西亚省议会和西蒙·卡萨斯制作公司管理。